# When You Walk in the Room
«When You Walk in the Room» es una canción escrita y grabada por Jackie DeShannon, originalmente publicada por ella en 1963 y posteriormente versionada por numerosos artistas. La letra trata de detallar las emociones del o la cantante ante la presencia de la persona amada y la frustración que le produce no poder expresarle a esa persona sus sentimientos. 
La versión original de DeShannon fue publicada el 23 de noviembre de 1963 como cara B del sencillo «Till You Say You'll Be Mine» y en septiembre de 1964 fue reeditado como cara A de un nuevo sencillo e incluido en el álbum Breakin' It Up on the Beatles Tour. El sencillo alcanzó el puesto 99 de la lista Billboard Hot 100 en los Estados Unidos.

## Versiones más relevantes
La versión de The Searchers fue grabada en 1964 y se convirtió en un éxito internacional, alcanzando el puesto 35 en los Estados Unidos y el número 3 en el Reino Unido.
Otro temprano éxito de Jackie DeShannon, «Needles and Pins», escrito por Jack Nitzsche y Sonny Bono, fue también versionado con éxito por the Searchers.
Stephanie Winslow, hizo una versión country del tema, alcanzando el puesto 29 en las listas del género en los Estados Unidos.
Paul Carrack publicó una versión en 1987, incluida en el álbum One Good Reason, que alcanzó el puesto 90 en las listas americanas y el 48 en las británicas.
En 1994, la cantante country, Pam Tillis grabó una versión del tema para su álbum Sweetheart's Dance. La versión alcanzó el puesto número 2 del Billboard Hot Country Singles & Tracks. El videoclip de la canción contó con la colaboración de la estrella de la televisión de los años 1960, Dick Clark. 
«When You Walk in the Room» fue también el segundo sencillo del álbum My Coatrlls louring Book de la cantante Agnetha Fältskog.

## Otras versiones
- Billy J. Kramer & The Dakotas – 1964
- The Challengers – 1965
- The Ventures – 1965
- The Rokes (con el título de 'C'è una strana espressione nei tuoi occhi') - 1965
- The New Dada (con el título de 'La tua voce') - 1965
- Gianni Morandi (con el título de 'La mia voce') – 1966
- Bruce Springsteen  - 1977
- Jay and the Americans – 1975
- Paul Nicholas – 1977
- Del Shannon – 1977
- Ruby Starr – 1977
- Child – 1978
- Wizex – 1978
- Cilla Black - 1978
- Karla Bonoff – 1979
- Steve Forbert – 1982
- Johnny Logan – 1985
- Sanne Salomonsen – 1991
- Tommy Scott – 1995
- Status Quo – 1995
- Mike Pender's Searchers – 1998
- Chris Hillman – 1998
- Glass Tiger con Paul Carrack – 1999
- Smokie – 2000
- Elisa's – 2012
- DJ Ötzi & The Bellamy Brothers – 2012
- Olsen Brothers – 2013
- Ray Dylan – 2014
- Architecture in Helsinki – 2014